# Planck Point
Planck Point är en udde i Antarktis. Den ligger i Västantarktis. Chile gör anspråk på området.
Terrängen inåt land är huvudsakligen kuperad, men österut är den platt. Terrängen runt Planck Point sluttar österut. Trakten är obefolkad. Det finns inga samhällen i närheten. 